# Dsquared2
Dsquared2 és una marca de moda internacional i luxosa, fundada pels germans bessons idèntics Dean i Dan Caten (nascuts Dean i Dan Catenacci) de la qual són propietaris. Les seves col·leccions parlen dels seus orígens, del món o de l'univers que ells han creat, i de les seves col·laboracions i premis. El seu lema és "Born in Canada, living in London, made in Italy" pel fet que van néixer a Canadà, viuen a Londres i confeccionen les seves col·leccions a Itàlia.

## Biografia

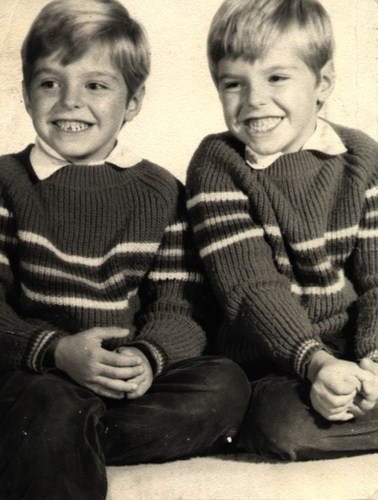
Els bessons en la seva infància

Els bessons Dean i Dan Catenacci van néixer a Toronto, Ontario (Canadà) el 19 de desembre del 1964, de mare anglesa i pare napolità d'un petit poble prop de Sora, Itàlia. Són els petits de nou germans i vivien al suburbi de Willowdale.
Van treballar com cambrers i en altres feines, amb l'objectiu de poder finançar-se els estudis de l'escola de moda més prestigiosa i propera d'on vivien, la Parsons New School for Design de Nova York (la mateixa en la qual es van graduar altres noms importants de la moda actual, com Marc Jacobs o Narciso Rodríguez). El 1983 es muden a Nova York per estudiar-hi però només hi van cursar un semestre: "Se'ns van acabar els diners molt abans que les energies, però vam aprendre prou per saber què havíem de fer a partir de llavors per aconseguir el nostre objectiu".
Tornen cap a Canadà i aconsegueixen per casualitat que els contractessin, als dos, a una empresa de confecció de la família d'un antic company de classe. El 1986 van trobar una ajuda econòmica que els va permetre signar la seva primera col·lecció de dona, "DEanDAN" i el 1988 signen per l'empresa "Ports International" com a directors creatius.
El 1991 viatgen cap a Milà on van treballar per les marques de moda Gianni Versace i Diesel.
S'inspiren en el Canadà, en el teatre, la música, l'energia i les cultures.

## Carrera

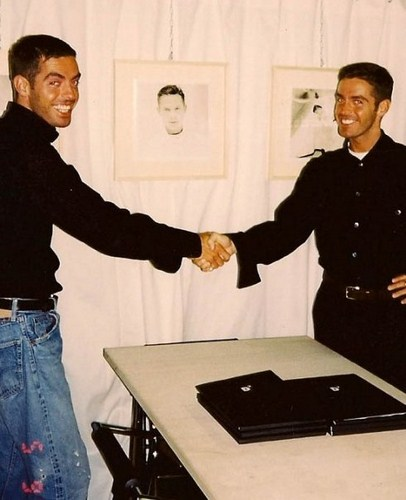
Dean i Dan Caten en la seva primera oficina, en el debut de 1994

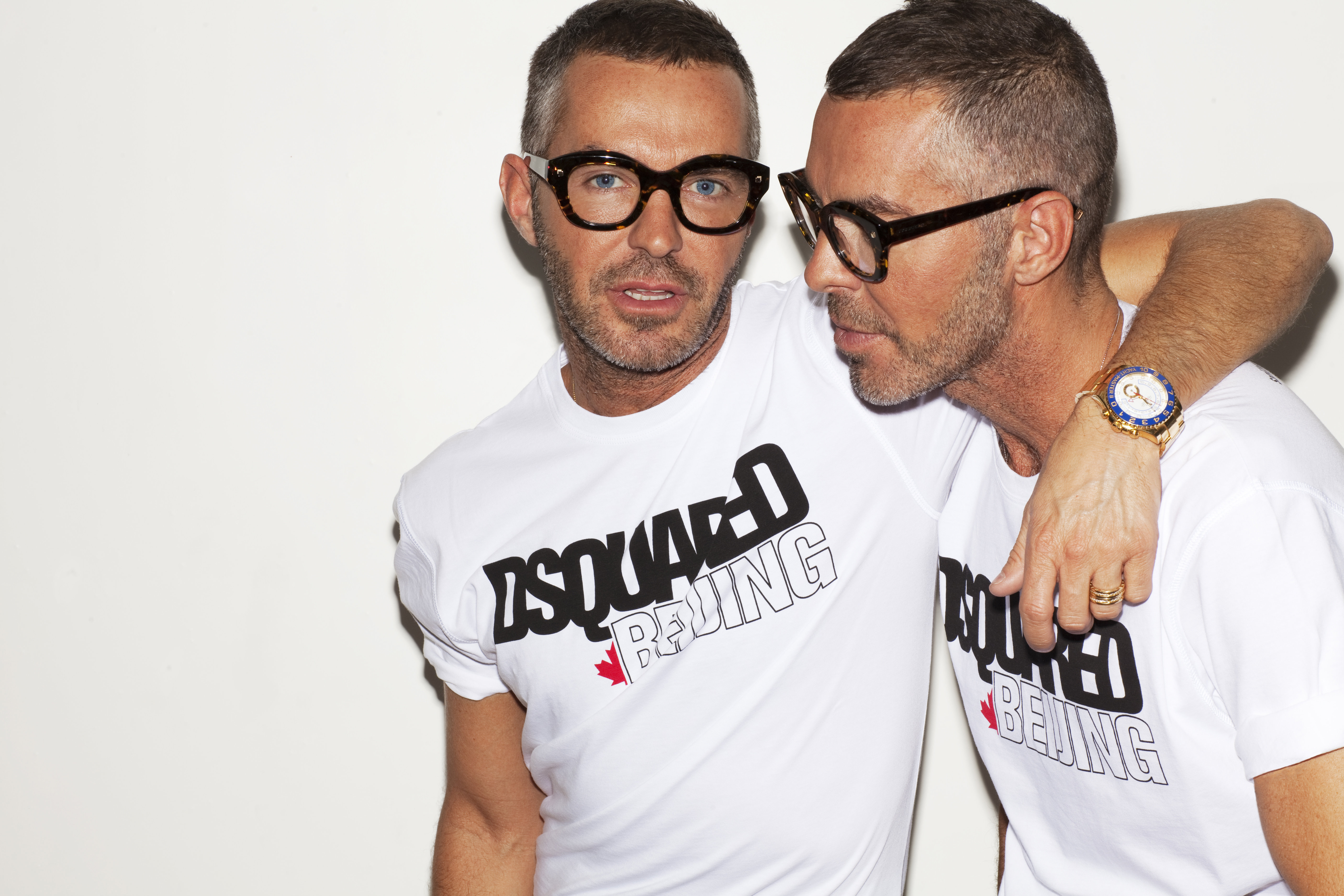
Dean i Dan Caten

Va ser a Itàlia, després d'assegurar el suport financer de Renzo Rosso - el fundador i president de la firma de moda Diesel - que els Catens van llançar Dsquared2 el 1992. Es va concebre com una etiqueta de denim de luxe.
La primera col·lecció d'home arriba el 1994. De fet, centren les seves creacions sempre al mercat masculí fins a l'any 2003. Per això, la parella sorprèn als assistents a la presentació de la seva col·lecció primavera-estiu 2003, on súper models descendeixen d'un avió de color rosa a la passarel·la, i en la qual s'inclouen nou creacions per a dona. Tan reeixida és aquesta incursió que la signatura s'endinsa en el mercat femení amb la seva col·lecció tardor-hivern 2004, en la qual participen models de la talla de Naomi Campbell o Eva Herzigova. No és d'estranyar la presència d'aquestes exuberants models en les seves desfilades, ja que la marca aposta per una dona ultra femenina.
Més endavant, el 2003 presenta una col·lecció de roba interior per home.
El que més sorprèn de Dsquared2 és la revisió que fa temporada rere temporada, de l'estil més juvenil i urbà. En les seves col·leccions de moda, s'hi troba pell, camisetes estampades, quadres i molt color però, si hi ha una peça estrella per aquests dissenyadors, és el pantaló texà, reinventat en cadascuna de les seves col·leccions i traient-li el màxim profit.
Madonna, la reina del pop, va confiar en la marca perquè fos l'encarregada de crear els texans d'estil "cowgirl" per la seva gira l'any 2002, mentre que la princesa del pop, Britney Spears, va ser vestida pels germans en la seva gira "Circus".
S'autodefineixen com un monstre de dos caps i quatre cames.

## Desfilades
Les seves desfilades saben acontentar al seu públic. Les celebritats són una font d'inspiració per als bessons canadencs, que han comptat en les seves desfilades amb Rihanna com a model d'excepció i que han recreat l'actitud de les famoses davant els paparazzi a les seves desfilades (en una d'elles, les models anaven amb cafès de Starbucks a la mà i amb àmplies ulleres de sol en una recreació d'aconseguir l'anonimat, al més pur estil Olsen). Per presentar la col·lecció de primavera-estiu 2014, van replicar a l'escenari una illa paradisíaca enmig de l'oceà Pacífic just després d'un accident aeri, inspirant-se en les pel·lícules dels cinquanta protagonitzades per actors icònics com Marlon Brando i James Dean. I en la Setmana de la Moda de Milà del mateix any recreaven a una diva de Hollywood, "que esgotada, es retira per descansar, però que encara té les seves joies i viu en un món de fantasia i glamour; està pertorbada però segueix sent fantàstica".

## Perfums
El 2011 van crear el seu primer perfum per home "Potion per DSQUARED2", inspirat en la màgia de la seducció i en una idea carnal. Actualment la marca posa a disposició quatre perfums masculins i dos femenins.

## Música i espectacle

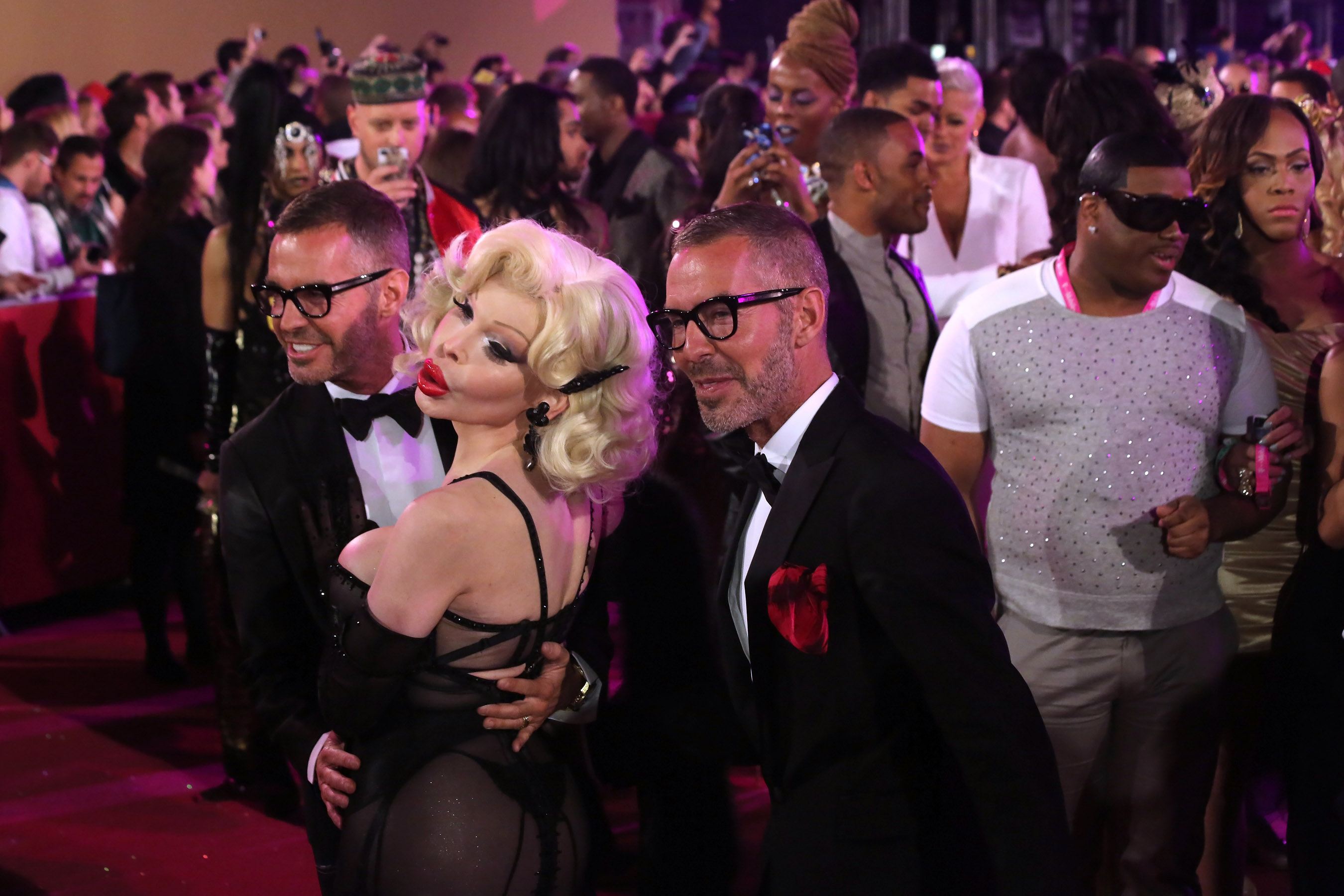
Amanda Lepore i Dean i Dan Caten sobre la "catifa magenta" del Life Ball 2013 de Viena, Àustria.

La trobada amb Madonna, en la qual els bessons Caten es van encarregar de dissenyar 150 peces per ella i els seus ballarins en el videoclip "Don't tell me" i per a la gira "Drowned World Tour 2002", va ser el factor clau del llançament per a la temporada tardor-hivern 03/04, però també per poder arribar a altres celebritats internacionals del món de la música. Christina Aguilera es va enamorar de l'estil de Dsquared2 i els bessons li van dissenyar també el vestuari per a la seva gira. A més, va accedir a aparèixer a la passarel·la com convidada d'honor en la desfilada de moda masculina primavera-estiu 2005.
Els seus dissenys també han estat usats per Lenny Kravitz, Justin Timberlake, Ricky Martin, Nelly Furtado, Simon Webbe, Robbie Williams i Beyoncé.
Col·laboren també amb el vestuari en sèries de televisió i pel·lícules.

## Botigues
El setembre del 2007 Dsquared2 va inaugurar la seva botiga insígnia de 5400m², en el cor del districte de la moda de Milà, la Via Verri 4. Dean i Dan Caten van col·laborar amb Storage, un estudi d'arquitectura italià que s'inspira en l'estil de vida de la marca, combinant fustes canadenques amb disseny italià. En aquest espai s'hi va produir la col·laboració amb la marca de xampany GH Mumm, que va incorporar una exclusiva xampanyeria a la nova botiga.
Després de la inauguració de la botiga insígnia a Milà, Dsquared2 obre botigues a Capri, Istanbul, Kíev i Hong Kong. El 2009 a Canes, Dubai, Singapur i Kowloon (Hong Kong) i el 2010 a Atenes, Tessalònica, Montecarlo, Xangai i Pequín. Els següents cinc anys s'obren a Nova York, Tòquio, París, Londres i Los Angeles.

## Campanyes publicitàries
L'estil de vida de Dsquared2 s'expressa de la manera més exquisida en les campanyes publicitàries on els bessons Caten s'associen amb alguns dels fotògrafs de moda més coneguts del món. Durant anys, el responsable de la imatge publicitària de Dsquared2 va ser Steven Klein, que va estar darrere d'algunes de les campanyes publicitàries més originals i innovadores com "Homeless" de la tardor-hivern 2002-03, "Cottage Country" per a la primavera-estiu 2003, "Star -24- 7" de la tardor-hivern 2003-04, "Dean & Dan's Dinner" a la primavera-estiu 2004, "Great White North" de la tardor-hivern 2004-05 i "Bachelor's Party" per a la primavera-estiu 2005. Tanmateix, la imatge de la marca va evolucionar des de llavors en una direcció més sofisticada amb fotografies de Gisele Bündchen realitzades per Mert & Marcus per a la campanya tardor-hivern 2005-06, i també amb Carmen Kass per a la col·lecció primavera-estiu 2006 fotografiada per Mikael Jansson. Des de la primavera-estiu 2007 fins a la primavera-estiu 2009 Dsquared2 col·labora amb el famós fotògraf Steven Meisel per la campanya publicitària de les col·leccions d'indumentària i calçat i de les fragàncies, "He Wood" i "She Wood". A partir de la temporada tardor-hivern 2009-10, Dean i Dan van triar tornar a treballar amb Mert Ales i Marcus Piggot.

## Col·laboracions

### Juventus de Torí
El febrer del 2006, la marca va vestir al primer equip de futbol de la Juventus de Torí durant tres anys així com a tots els seus directius i personal, fent més de cent uniformes masculins i quinze uniformes per a dona. Des d'aleshores, aquest duet canadenc s'ha convertit en una de les marques admirades en el futbol italià i a Itàlia.

### FC Barcelona
El 2009 la marca va firmar un contracte per vestir els jugadors de futbol i els seus càrrecs tècnics per vestir-los en els desplaçaments de l'equip. Aquest acord arribà a una temporada històrica per al FC Barcelona, ja que va assolir sis títols en un any.

### Mini
El 2011 Dsquared i Mini (BMW) van unir forces per dissenyar un model de Mini Cooper S conegut com a "Red Mudder" per subhastar-lo a la 19a edició de l'esdeveniment de caritat Life Ball a Viena. A més, la presentació d'aquest vehicle en el marc del "Vogue Fashion Night Out" de Milà el 8 de setembre del mateix any, va donar peu a un fulard d'edició limitada que representava la unió de dues marques ambicioses i creatives.

### Olimpíades d'hivern de Vancouver 2010
Van ser els dissenyadors del vestuari dels esportistes d'elit de les cerimònies d'obertura i tancament dels Jocs Olímpics de Vancouver 2010. També tenen l'honor de córrer portant la torxa olímpica.

## Premis
- 2003: Premi "La Kore", considerat l'Oscar del món de la moda italiana, en la categoria "Dissenyadors més originals".
- 2003: A l'octubre Dean and Dan Caten van ser nomenats "Homes de l'any" per la revista GQ dels EUA com el millor equip de disseny d'avantguarda.
- 2006: Premi espanyol "Aguja de Oro" on per a l'ocasió, els germans van dissenyar un conjunt que es troba en permanent exhibició al Museu del Vestit a Madrid.[10][11]
- 2007: Premi "Home de l'any" atorgat per la revista GQ espanyola com els "millors dissenyadors de l'any"[a].
- 2008: A l'abril la prestigiosa organització Fashion Group International, durant la gala "Night of Stars" van guardonar Dean i Dan Caten juntament amb altres quatre personatges canadencs per la seva contribució a la moda, la bellesa i el disseny en l'àmbit internacional.
- 2008: El 13 de novembre reconeixement al "Millor dissenyador de l'any" i es van fer creditors al premi "Homes de l'any" de la revista GQ d'Alemanya.
- 2009: El 12 de setembre són guardonats amb una estrella al "Canada's Walk of Fame premi per canadencs destacats", l'equivalent al Passeig de la Fama de Hollywood.[12]
- 2014: En la primera edició dels premis CAFA (Canadian Arts and Fashion Awards) van ser guardonats amb l'"International Canadian Designer of the Year", premi que reconeix el valor del treball d'aquests bessons.[13]